# Aq Chay
Āq Chāy (persiska: آق چای, اَغ چَی, آق چاق) är en ort i Iran.   Den ligger i provinsen Hamadan, i den nordvästra delen av landet, 210 km väster om huvudstaden Teheran. Āq Chāy ligger 2 079 meter över havet och antalet invånare är 337.
Terrängen runt Āq Chāy är kuperad åt nordost, men åt sydväst är den platt.Runt Āq Chāy är det ganska glesbefolkat, med 47 invånare per kvadratkilometer. Närmaste större samhälle är Razan, 12,1 km sydväst om Āq Chāy. Trakten runt Āq Chāy består i huvudsak av gräsmarker.